# 早瀬万豊
早瀬 万豊（はやせ かずとよ、1958年6月14日 - ）は、元関西大学野球部監督、元日本生命野球部監督。ポジションは投手、内野手。

## 来歴・人物
岡山県津山市出身。岡山県作陽高校では遊撃手として活躍した。1976年の県大会予選では玉島商業高校に敗れ、甲子園への出場を果たすことができなかった。
高校卒業後は1年浪人し、関西大学に入学する。関西六大学野球リーグでは投手に転向し、通算23勝を挙げた。1981年（4年生）秋季リーグ戦の優勝決定戦で延長17回を完投し敗れた。
大学卒業後は、1982年に社会人野球の日本生命に入社する。1983年の社会人野球選手権では優秀選手に選ばれた。1985年の都市対抗野球では、エースとして5連投しチームの初優勝に貢献した。。
現役引退後は日本生命でコーチとして1990年に日本選手権大会優勝、1992年に都市対抗野球優勝。1995年から監督に就任し、監督として1997年に都市対抗野球優勝、1998年に日本選手権大会準優勝。選手、コーチ、監督として3度の都市対抗野球優勝を果たす。その後は社業に戻り、営業部長、代理店部長、松江支社長を歴任した。
2003年から日本野球連盟競技力向上専門委員会委員と日本オリンピック委員会強化スタッフ（コーチングスタッフ）に就任。全日本野球協会ナショナルチーム強化委員として、IBAFワールドカップ大会（パナマ）ジャパンチーム・コーチ（2011年）、東アジア大会（天津）ジャパンチーム・コーチ（2013年）を務めた。
その一方で2005年から2013年まではNHK（テレビ・ラジオ）で高校野球の甲子園大会解説者を務めた。
2014年1月に母校の関西大学野球部の監督に就任し、2014年、2016年、2017年、2019年、2021年、2022年、2023年と7度の関西学生リーグ優勝と5度の明治神宮大会出場。2019年には明治神宮大会準優勝に導いた。2023年の秋季リーグをもって退任した。